# Allophylus boinensis
Allophylus boinensis är en kinesträdsväxtart som beskrevs av Choux. Allophylus boinensis ingår i släktet Allophylus och familjen kinesträdsväxter. Inga underarter finns listade i Catalogue of Life.